# Sylvia Bloom
Sylvia Bloom (c. 1919-2016) fue una secretaria jurídica estadounidense. Copiando las decisiones de inversión de sus jefes, acumuló en secreto una importante fortuna y, tras su muerte, donó la mayor parte de ella (8,2 millones de dólares) a becas para estudiantes desfavorecidos. Vivía modestamente en un apartamento de alquiler controlado, e incluso sus amigos y familiares más cercanos no sabían de su riqueza.
La historia de Bloom obtuvo elogios generalizados, arrojando luz sobre otras personas sencillas que acumularon riquezas sustanciales y donaron a causas locales tras su fallecimiento. Su éxito financiero mostró el potencial de la inversión a largo plazo. Sin embargo, surgió un debate sobre las cuestiones legales y éticas de su método de inversión, citando el posible uso indebido de datos confidenciales de los clientes. Otros críticos abogan por priorizar la generosidad intencional y el impacto durante la vida en lugar de únicamente a través de la herencia.

## Biografía
Sylvia Bloom nació en Brooklyn, Nueva York, alrededor de 1919, hija de inmigrantes de Europa del Este. Creció durante la Gran Depresión, asistió a escuelas públicas y trabajó de día mientras estudiaba en Hunter College por la noche para obtener su título. Paul Hyams, ejecutivo de recursos humanos de su futura firma, dijo que Bloom lamentaba no haber ido nunca a la facultad de derecho.
El 24 de febrero de 1947, Bloom se unió a un nuevo bufete de abogados de Wall Street, Cleary, Gottlieb, Friendly & Cox, como secretario de Fowler Hamilton, convirtiéndose en el empleado número tres de la empresa. Permaneció allí durante 67 años hasta su jubilación en 2016. Como secretaria, Bloom no sólo dirigía los negocios de sus jefes sino que también administraba sus inversiones personales. Comenzó a invertir silenciosamente en las mismas acciones que los abogados de la firma: cuando su jefe compraba acciones, ella hacía lo mismo con su salario menor. Con el tiempo, sus inversiones crecieron hasta convertirse en una fortuna multimillonaria.
Bloom mantuvo sus inversiones únicamente a su nombre a pesar de estar casada con Raymond Margolies hasta su muerte en 2002. No tuvieron hijos. Durante décadas vivieron en un apartamento de alquiler controlado, e incluso sus amigos y familiares más cercanos desconocían la importante riqueza acumulada a lo largo de los años. Se jubiló a los 96 años y se mudó a una residencia para personas mayores principalmente porque «quería encontrar un buen juego de bridge», dijo Flora Mogul Bornstein, prima de Bloom.
Bloom murió en 2016 a la edad de 96 años. En su testamento, su sobrina Jane Lockshin fue nombrada albacea de su patrimonio de más de 9 millones de dólares. El testamento asignó algo de dinero para familiares y amigos, pero destinó la mayor parte de la fortuna a becas para estudiantes desfavorecidos, que serían elegidos por Lockshin. En 2018, Lockshin anunció la donación de 6,24 millones de dólares al Henry Street Settlement en el Lower East Side; esta donación se utilizó para crear el Fondo de Becas Bloom-Margolies bajo su Programa de Éxito Universitario Expanded Horizons. Otros $2 millones se dividieron entre Hunter College, el alma mater de Bloom, y otro fondo de becas aún no anunciado a mayo de 2018.

## Legado
La historia sobre Bloom fue nombrada una de las cinco «mejores y más populares historias» The New York Times de 2018, y The Week la nombró «una de las historias más conmovedoras de la década de 2010». Su historia inspiró un nuevo interés en las vidas de otras personas modestas y de bajo perfil, que generalmente vivían con un salario, que silenciosamente amasaron fortunas multimillonarias que nadie podría haber imaginado que poseían y luego las donaron a causas locales tras su muerte. 
Selena Maranjian, de The Motley Fool, dijo que invertir en fondos indexados de mercado amplio a lo largo del tiempo, incluso con un ingreso promedio, puede conducir a una acumulación significativa de riqueza. Dijo que el crecimiento de la riqueza de Bloom mostró el poder del tiempo para aumentar el ahorro. Por otro lado, Peter Page de Entrepreneur dijo que el éxito financiero de Bloom se basó en factores que solían ser comunes pero que ahora son raros. Es posible imitar su arduo trabajo y su frugalidad, pero encontrar viviendas garantizadas de bajo costo, educación libre de deudas y empleos seguros de tiempo completo con beneficios y pensiones es mucho más difícil hoy en día.
C&M Inversores describió una forma de ejecutar la inversión de imitación de Bloom sin necesidad de información privilegiada, aprovechando el hecho de que los principales inversores estadounidenses deben revelar públicamente sus operaciones cada tres meses. Estos datos están disponibles de forma gratuita para inversores individuales, permitiéndoles imitar los movimientos de un inversor famoso de «comprar y mantener». Sin embargo, el enfoque de inversión de Bloom genera preocupaciones sobre su legalidad, ya que al menos un abogado de su firma se declaró culpable de uso de información privilegiada al hacer un mal uso de información confidencial de sus clientes. La estrategia de Bloom de imitar los oficios de sus jefes presenta incertidumbres legales y éticas.
Finalmente, algunos autores recomiendan aprender de inversores exitosos como Bloom, que vivieron una vida de «frugalidad casi cómica», pero no convertirse en ellos. Dicen que quienes hicieron una fortuna deberían gastarla, invertirla y compartirla generosamente durante su vida, en lugar de dejar una herencia considerable. Bill Perkins dijo en su libro Die With Zero que ser generoso después de la muerte no es verdadera generosidad. Ser intencional sobre cuándo y cuánto dar puede tener un impacto más significativo en los seres queridos y en causas importantes para el benefactor.